# Distretto governativo di Münster
Il distretto governativo di Münster è uno dei cinque distretti governativi del land della Renania Settentrionale-Vestfalia, nella confederazione territoriale della Vestfalia-Lippe.

## Geografia fisica
È situato nella parte settentrionale dello stato, confina con i Paesi Bassi, e conta un totale di 78 comuni.

## Storia
Fu creato nel 1815 quando la Prussia riorganizzò la sua amministrazione interna.

## Suddivisione
| Circondari rurali (Kreise)                                        | Città indipendenti (Kreisfreie Städte) |
| ----------------------------------------------------------------- | -------------------------------------- |
| 1. Borken 2. Coesfeld 3. Recklinghausen 4. Steinfurt 5. Warendorf | 1. Bottrop 2. Gelsenkirchen 3. Münster |